# Heinrich Kerkring († 1670)
Heinrich Kerkring (* vor 1613; † 1670) war ein deutscher, zeitweiliger Ratsherr der Hansestadt Lübeck.

## Leben
Heinrich Kerkring war Sohn des Lübecker Ratsherrn Heinrich Kerkring († 1613). Er wurde 1631 Mitglied der patrizischen Lübecker Zirkelgesellschaft und im Jahr 1651 in den Lübecker Rat erwählt. Er musste 1661 wegen Insolvenz sein Ratsmandat zurückgeben und verließ die (Fehling: „entwich der“) Stadt. Er wechselte fortan häufig seine heimlichen Zufluchtsorte, um seinen Gläubigern zu entgehen.
Er war seit 1650 verheiratet mit Anna, geb. von Stiten. Nach seinem Tod heiratete sie 1672 den gleichnamigen Bürgermeister Heinrich Kerkring (1610–1693).